# Ghost in the Shell: SAC 2045
Ghost in the Shell: SAC_2045 (japanisch 攻殻機動隊 SAC_2045; Kōkaku Kidōtai: SAC_2045) ist ein Web-Anime, der auf der japanischen Manga-Serie Ghost in the Shell von Masamune Shirow aus den 1980er Jahren basiert. Die Serie ist die Fortsetzung von Stand Alone Complex und wurde am 23. April 2020 auf Netflix weltweit veröffentlicht.

## Handlung
Im Jahr 2045 befinden sich die vier größten Nationen der Welt nach einer als „Simultaneous Global Default“ bezeichneten wirtschaftlichen Katastrophe, die den Wert aller Formen von Währung zerstörte, in einem Zustand des endlosen „nachhaltigen Krieges“, um die Wirtschaft am Laufen zu halten. In dieser Welt haben sich Motoko, Batou und andere Mitglieder der Abteilung 9 für öffentliche Sicherheit als Söldner unter der Gruppe GHOST engagiert, um mit ihren kybernetischen Verbesserungen und ihrer Kampferfahrung ihren Lebensunterhalt zu verdienen und gleichzeitig Hotspots auf der ganzen Welt zu entschärfen. Die Entstehung von „Post Humans“ und eine Verschwörung, die vom ehemaligen Chief Aramaki aufgedeckt wurde, zwingen Sektion 9 jedoch zur Wiedervereinigung.

## Produktion und Veröffentlichung
Der Anime wurde erstmals im April 2017 als neue Adaption von Ghost in the Shell angekündigt, damals mit zwei Staffeln zu je 12 Folgen. Die Serie entstand bei Production I.G und Sola Digital Arts unter der Regie von Kenji Kamiyama und Shinji Aramaki. Kamiyama schrieb auch das Drehbuch zu den meisten der insgesamt 12 Folgen. Das Charakterdesign entwarf Ilya Kuvshinov. Die Serie wurde als Computeranimation produziert, bei der die Bewegung der Figuren per Motion Capture von Schauspielern übertragen wurden.
Am 23. April 2020 wurde der Anime international auf Netflix veröffentlicht, darunter auch mit deutscher Synchronfassung. Darüber hinaus gibt es unter anderem englische, französische, spanische und portugiesische Versionen. Eine zweite Staffel ist am 23. Mai 2022 auf Netflix veröffentlicht worden.
Im Juli 2021 wurde bekannt gegeben, dass die erste Staffel zu einem Kompilationsfilm mit dem Titel "Ghost in the Shell: SAC_2045 - Sustainable War" adaptiert wird, der am 12. November 2021 in Japan Premiere feierte. Netflix veröffentlichte den Film weltweit am 9. Mai 2022.

### Synchronisation
Die deutsche Fassung entstand bei TV+Synchron Berlin unter der Regie von Stefan Wellner, der auch das Dialogbuch schrieb.
| Charaktere        | Schauspieler für Motion Capture | Japanische Sprecher | Deutsche Sprecher  |
| ----------------- | ------------------------------- | ------------------- | ------------------ |
| Motoko Kusanagi   | Kaori Kawabuchi                 | Atsuko Tanaka       | Christin Marquitan |
| Daisuke Aramaki   | Kaiji Soze                      | Osamu Saka          | Bodo Wolf          |
| Batou             | Shinji Kasahara                 | Akio Ōtsuka         | Kevin Kraus        |
| Togusa            | Chihei Okada                    | Kōichi Yamadera     | Klaus-Peter Grap   |
| Ishikawa          | Kaiji Soze                      | Yutaka Nakano       | Erich Räuker       |
| Saito             | Hidenori Takei                  | Tōru Ōkawa          | Michael Bauer      |
| Paz               |                                 | Takashi Onozuka     |                    |
| Boma              |                                 | Taro Yamaguchi      | Andreas Hosang     |
| Tachikoma         |                                 | Sakiko Tamagawa     | Daniela Reidies    |
| Purin Esaki       | Yarisa Yamashiro                | Megumi Han          | Sarah Tkotsch      |
| Standard          |                                 | Kenjiro Tsuda       |                    |
| John Smith        |                                 | Kaiji Soze          | Rainer Fritzsche   |
| Chris Otomo Tate  |                                 | Shigeo Kiyama       |                    |
| Takashi Shimamura |                                 | Megumi Hayashibara  |                    |

### Musik
Die Musik der Serie wurde komponiert von Kazuma Jinnōchi und Nobuko Toda. Das Vorspannlied der ersten Staffel ist Fly with me von Millennium Parade und der Abspanntitel ist sustain++; von Mili. Das Vorspannlied der zweiten Staffel ist Secret Ceremony von Millennium Parade und der Abspanntitel ist No Time to Cast Anchor von Millennium Parade.